# Triple saut masculin aux championnats du monde d'athlétisme 2009
Navigation
Osaka 2007 Daegu 2011
L'épreuve du triple saut masculin des championnats du monde de 2009 s'est déroulée les 16 et 18 août 2009 dans le Stade olympique de Berlin, en Allemagne. Elle est remportée par le Britannique Phillips Idowu.

## Critères de qualification
Pour se qualifier, il faut avoir réalisé au moins 17,10 m (minimum A) ou 16,65 m (minimum B) du 1er janvier 2008 au 3 août 2009.

## Podium
| Or             | Argent       | Bronze         |
| Phillips Idowu | Nelson Évora | Alexis Copello |

## Inscrits
Ce tableau récapitule le nom des inscrits, leurs nationalités et records personnels, la mention (i) signale un record personnel réalisé en salle.
| Athlète                       | Nationalité  | Record personnel |
| ----------------------------- | ------------ | ---------------- |
| Alwyn Jones                   | Australie    | 16,83 m          |
| Leevan Sands                  | Bahamas      | 17,59 m          |
| Dzmitry Dziatsuk              | Biélorussie  | 16,96 m (i)      |
| Leonardo Elisiário dos Santos | Brésil       | 16,97 m          |
| Jadel Gregório                | Brésil       | 17,30 m          |
| Jefferson Sabino              | Brésil       | 17,28 m          |
| Mohamed Youssef al-Sahabi     | Bahreïn      | 16,70 m          |
| Momchil Karailiev             | Bulgarie     | 17,41 m          |
| Li Yanxi                      | Chine        | 17,30 m          |
| Hugo Mamba-Schlick            | Cameroun     | 16,92 m          |
| Yoandri Betanzos              | Cuba         | 17,65 m          |
| Alexis Copello                | Cuba         | 17,65 m          |
| Arnie David Girat             | Cuba         | 17,62 m          |
| Jefferson Sabino              | Brésil       | 17,28 m          |
| Hugo Chila                    | Équateur     | 16,68 m          |
| Andres Capellan               | Espagne      | 16,67 m (i)      |
| Lauri Leis                    | Estonie      | 16,77 m          |
| Teddy Tamgho                  | France       | 17,58 m (i)      |
| Onochie Achike                | Royaume-Uni  | 17,20 m          |
| Nathan Douglas                | Royaume-Uni  | 17,18 m          |
| Phillips Idowu                | Royaume-Uni  | 17,75 m (i)      |
| Charles Friedek               | Allemagne    | 17,04 m          |
| Dimitrios Tsiamis             | Grèce        | 16,98 m          |
| Randy Lewis                   | Grenade      | 17,49 m          |
| Samyr Lainé                   | Haïti        | 17,39 m          |
| Yochai Halevi                 | Israël       | 16,65 m          |
| Fabrizio Donato               | Italie       | 17,59 (i)        |
| Daniele Greco                 | Italie       | 17,20 m          |
| Fabrizio Schembri             | Italie       | 17,27 m          |
| Julian Reid                   | Jamaïque     | 16,98 m          |
| Yevgeniy Ektov                | Kazakhstan   | 17,07 m          |
| Kim Deok-hyeon                | Corée du Sud | 17,10 m          |
| Mantas Dilys                  | Lituanie     | 16,68 m          |
| Si Kuan Wong                  | Macao        | 15,33 m          |
| Vladimir Letnicov             | Moldavie     | 16,95 m          |
| Tosin Oke                     | Nigeria      | 16,65 m          |
| Nelson Evora                  | Portugal     | 17,67 m          |
| Evgeniy Plotnir               | Russie       | 17,02 m (i)      |
| Igor Spasovkhodskiy           | Russie       | 17,36 m          |
| Dmitrij Valukevic             | Slovaquie    | 17,46 m          |
| Mykola Savolaynen             | Ukraine      | 17,17 m          |
| Yevhen Semenenko              | Ukraine      | 17,16 m          |
| Viktor Yastrebov              | Ukraine      | 17,25 m (i)      |
| Kenta Bell                    | États-Unis   | 17,04 m          |
| Walter Davis                  | États-Unis   | 17,12 m          |
| Brandon Roulhac               | États-Unis   | 17,26 m          |
| Nguyễn Văn Hùng               | Viêt Nam     | 16,37 m          |

### Favoris
Étant donné le nombre de performances en 2009 (5 athlètes au-dessus de 17,60 m), il ne semble pas d'y avoir de favori évident à l'exception de l'actuel champion du monde et olympique du triple saut, le Portugais Nelson Évora. Néanmoins un vainqueur surprise est tout à fait envisageable. Évora n'était pas le leader mondial avant Osaka ou Pékin, ce qui ne l'a pas empêché de remporter l'or à deux reprises. Cette année, il détient la meilleure marque, avec 17,66 m (et 17,82 m avec vent favorable), ce qui devrait le conforter. Les Cubains, conduits par David Giralt, dominent les meilleures marques de l'année, puisqu'ils sont trois à avoir dépassé 17,60 m. L'ancien champion du monde junior a franchi les 17 mètres dans chacune de ses 16 compétitions, en obtenant ses trois meilleurs résultats (17,62 m, 17,61 m et 17,57 m). Yoandri Betanzos, malgré ses 17,65 m, semble plus irrégulier. Alexis Copello, également avec 17,65 m, est le plus jeune et le moins expérimenté des trois. Déçu par sa médaille d'argent olympique, Phillips Idowu a sauté à 17,62 m : il est à la recherche de son premier titre important en plein air.
Parmi les possibles prétendants au titre, se trouvent aussi :
- le jeune Français Teddy Tamgho avec son 17,58 m en salle mais capable seulement de 17,11 m en plein air cette année ;
- les trois Italiens, avec en tête Fabrizio Donato à 17,59 en salle (mais sans compétitions en plein air cette année à la suite d'une blessure persistante) ;
- Jadel Gregório, vice-champion du monde sortant et auteur de 17,90 m (2007), ainsi que les Caribéens Randy Lewis et Leevan Sands, toujours capables d'un bon résultat lors d'une compétition majeure.

Parmi les possibles finalistes, au pied du podium : Brandon Roulhac (17,26 et 17,44 vf), Momchil Karailiev (17,41 m) et le surprenant Samyr Laine (avec un 17,35 m en altitude qui améliore son précédent 16,72 m).

## Qualifications
Pour se qualifier directement pour la finale, les athlètes doivent réaliser un saut à 17,15 m. Si le nombre d'athlètes directement qualifié est inférieur à 12, les 12 meilleurs sont qualifiés.
Les sauteurs sont divisés en deux groupes de 23 athlètes.
Se sont qualifiés dans le groupe A : 
| Athlète             | Nationalité | Performance | Vent      | Essai | Note |
| ------------------- | ----------- | ----------- | --------- | ----- | ---- |
| Phillips Idowu      | Royaume-Uni | 17,32 m     | + 0,3 m/s | 2     |      |
| Leevan Sands        | Bahamas     | 17,20 m     | - 0,4 m/s | 3     | SB   |
| Arnie David Girat   | Cuba        | 17,15 m     | - 0,2 m/s | 3     |      |
| Momchil Karailiev   | Bulgarie    | 17,07 m     | 0,0 m/s   | 3     |      |
| Igor Spasovkhodskiy | Russie      | 17,02 m     | + 0,1 m/s | 3     |      |
| Nathan Douglas      | Royaume-Uni | 17,00 m     | 0,0 m/s   | 1     |      |
| Dmitrij Valukevic   | Slovaquie   | 16,96 m     | - 0,8 m/s | 1     |      |

Se sont qualifiés dans le groupe B : 
| Athlète        | Nationalité | Performance | Vent      | Essai | Note |
| -------------- | ----------- | ----------- | --------- | ----- | ---- |
| Nelson Évora   | Portugal    | 17,44 m     | + 0,6 m/s | 1     |      |
| Li Yanxi       | Chine       | 17,27 m     | + 0,9 m/s | 2     | SB   |
| Teddy Tamgho   | France      | 17,11 m     | + 0,2 m/s | 2     | SB   |
| Jadel Gregório | Brésil      | 17,06 m     | + 0,8 m/s | 1     |      |
| Alexis Copello | Cuba        | 16,99 m     | + 0,2 m/s | 1     |      |

## Finale
Les finalistes disposent de 3 essais. À l'issue de ces 3 essais, les 8 meilleurs ont 3 nouveaux essais.
| Rang               | Athlète             | Essais  | Essais  | Essais  | Essais  | Essais  | Essais  | Marque                 | Notes |
| Rang               | Athlète             | 1       | 2       | 3       | 4       | 5       | 6       | Marque                 | Notes |
| ------------------ | ------------------- | ------- | ------- | ------- | ------- | ------- | ------- | ---------------------- | ----- |
| Médaille d'or      | Phillips Idowu      | 17,51 m | 17,44 m | 17,73 m | X       | X       | X       | 17,73 m (0 m/s) WL     |       |
| Médaille d'argent  | Nelson Évora        | 17,54 m | X       | 17,38 m | X       | 17,33 m | 17,55 m | 17,55 m (+ 0,1 m/s)    |       |
| Médaille de bronze | Alexis Copello      | 17,06 m | 17,19 m | 14,82 m | X       | 17,04 m | 17,36 m | 17,36 m (- 0,1 m/s)    |       |
| 4                  | Leevan Sands        | 17,20 m | 17,08 m | 16,96 m | 17,05 m | 17,32 m | 16,99 m | 17,32 m (- 0,5 m/s) SB |       |
| 5                  | Arnie David Girat   | 17,26 m | 17,18 m | X       | 17,19 m | 17,01 m | 17,06 m | 17,26 m (0 m/s)        |       |
| 6                  | Li Yanxi            | 16,95 m | 16,92 m | 14,23 m | 17,23 m | X       | 16,75 m | 17,23 m (+ 1,1 m/s)    |       |
| 7                  | Igor Spasovkhodskiy | 16,73 m | 16,91 m | 14,66 m | 14,75 m | 16,37 m | X       | 16,91 m (- 0,3 m/s)    |       |
| 8                  | Jadel Gregório      | X       | 16,89 m | 16,84 m | 16,70 m | X       | X       | 16,89 m (- 0,1 m/s)    |       |
| 9                  | Momchil Karailiev   | 16,82 m | 16,78 m | 16,81 m |         |         |         | 16,82 m (+ 0,3 m/s)    |       |
| 10                 | Nathan Douglas      | 16,78 m | 15,44 m | 16,79 m |         |         |         | 16,79 m (- 0,1 m/s)    |       |
| 11                 | Teddy Tamgho        | X       | 16,79 m | X       |         |         |         | 16,79 m (- 0,6 m/s)    |       |
| 12                 | Dmitrij Valukevic   | X       | X       | 16,54 m |         |         |         | 16,54 m (+ 0,3 m/s)    |       |

## Légende
Records et Performances
- AR : Record continental (area record)
- CR : Record des championnats (championship record)
- MR : Record du meeting (meet record)
- NR : Record national (national record)
- OR : Record olympique (olympic record)
- PR : Record paralympique (paralympic record)
- PB : Record personnel (personal best)
- SB : Meilleure performance personnelle de la saison (season's best)
- WL : Meilleure performance mondiale de l'année (world leader)
- WJR : Record du monde junior (world junior record)
- WR : Record du monde (world record)

Circonstances et Conditions
- DNF : N'a pas terminé (did not finish)
- DNS : N'a pas pris le départ (did not start)
- DQ : Disqualification (disqualification)
- NM : Aucun essai valable enregistré (No Mark)
- Q : Qualifié « directement » au prochain tour (ou à la prochaine compétition), lors d'une compétition majeure, grâce au classement ou à la réalisation des minima (automatic qualifier)
- q : Qualifié au prochain tour (ou à la prochaine compétition), lors d'une compétition majeure, grâce au repêchage ou à la réalisation de l'une des meilleures performances parmi celles des « non qualifiés directement » (grâce au meilleur temps ou à la meilleure distance par exemple) (secondary qualifier)